# Elytrimitatrix
Elytrimitatrix es un género de escarabajos longicornios de la familia Cerambycidae.

## Especies
- Elytrimitatrix batesi (Villiers, 1959)
- Elytrimitatrix bispinosa Santos-Silva & Hovore, 2008
- Elytrimitatrix brevicornis (Bates, 1885)
- Elytrimitatrix castanea Santos-Silva & Hovore, 2008
- Elytrimitatrix charpentierae Le Tirant & Santos-Silva, 2014
- Elytrimitatrix chimalapensis Pérez-Flores & Botero, 2022
- Elytrimitatrix chrysostigma (Bates, 1872)
- Elytrimitatrix cinnamea Santos-Silva & Hovore, 2008
- Elytrimitatrix clavata Santos-Silva & Hovore, 2008
- Elytrimitatrix cunninghami Heffern & Santos-Silva, 2016
- Elytrimitatrix curoei Santos-Silva & Le Tirant, 2016
- Elytrimitatrix franki Botero & Santos-Silva, 2020
- Elytrimitatrix fuscula (Bates, 1885)
- Elytrimitatrix geniculata (Bates, 1872)
- Elytrimitatrix giesberti Santos-Silva & Hovore, 2008
- Elytrimitatrix guatemalana Santos-Silva & Hovore, 2008
- Elytrimitatrix guisayotea Santos-Silva & Hovore, 2008
- Elytrimitatrix hefferni Santos-Silva & Hovore, 2008
- Elytrimitatrix hoegei (Bates, 1885)
- Elytrimitatrix hondurenha Santos-Silva & Hovore, 2008
- Elytrimitatrix incognita Santos-Silva & Hovore, 2008
- Elytrimitatrix irregularis (Linsley, 1935)
- Elytrimitatrix lineatopora (Bates, 1880)
- Elytrimitatrix linsleyi Santos-Silva & Hovore, 2008
- Elytrimitatrix maculata Botero & Santos-Silva, 2022
- Elytrimitatrix mexicana Santos-Silva & Hovore, 2008
- Elytrimitatrix michelii Santos-Silva & Hovore, 2008
- Elytrimitatrix nearnsi Santos-Silva & Hovore, 2008
- Elytrimitatrix nigrella (Bates, 1880)
- Elytrimitatrix nogueirai Heffern & Santos-Silva, 2016
- Elytrimitatrix pictipes (Bates, 1885)
- Elytrimitatrix pseudosimplex Santos-Silva & Hovore, 2008
- Elytrimitatrix pseudovittata Santos-Silva & Hovore, 2008
- Elytrimitatrix pubescens Santos-Silva & Hovore, 2008
- Elytrimitatrix punctiventris (Bates, 1885)
- Elytrimitatrix sauria Santos-Silva & Hovore, 2008
- Elytrimitatrix setosa Santos-Silva & Hovore, 2008
- Elytrimitatrix sharonae Santos-Silva & Hovore, 2008
- Elytrimitatrix simplex (Bates, 1885)
- Elytrimitatrix spinifemora Santos-Silva & Hovore, 2008
- Elytrimitatrix trifasciata (Bates, 1892)
- Elytrimitatrix undata (Fabricius, 1775)
- Elytrimitatrix violacea Santos-Silva & Hovore, 2008
- Elytrimitatrix vittata (Bates, 1880)